# Universal Business Language
Universal Business Language (UBL) er et åbent bibliotek af almindelige elektroniske XML-forretningsdokumenter til indkøb og transport såsom indkøbsordrer, fakturaer, logistik og følgesedler. UBL blev udviklet af et teknisk udvalg under OASIS med deltagelse af en række branchespecifikke datastandardiseringsorganisationer. UBL er designet til at tilslutte direkte til eksisterende styringspraksis for forretning, jura, revision og dokumentation. Det er designet til at afhjælpe genindtastning af data i eksisterende fax- og papirbaseret forretningskorrespondance og give små og mellemstore virksomheder en indgang til elektronisk handel.
UBL ejes af OASIS og er i øjeblikket tilgængeligt for alle uden beregning. UBL-biblioteket af forretningsdokumenter er et veludviklet opmærkningssprog med validatorer, forfattersoftware, parsere og generatorer. UBL version 2.0 blev godkendt som en OASIS-standard i oktober 2006. Version 2.1 blev godkendt som en OASIS-standard i november 2013 og en ISO-standard (ISO/IEC 19845:2015) i december 2015. Version 2.2 blev godkendt som en OASIS-standard i juli 2018. Version 2.1 er fuldt ud bagudkompatibel med version 2.0, men den tilføjer 34 nye dokumentskemaer og bringer det samlede antal forretningsdokumenttyper, der er defineret af UBL, op på 65. Version 2.2 er fuldt ud bagudkompatibel med version 2.1, og den tilføjer yderligere 16 dokumenttyper til et samlet antal på 81.
UBL kan spores tilbage til EDI-standarderne og andre afledte XML-standarder.
Ontologier bruges til at beskrive opmærkningssprog til forretningsarbejdsgange. UBL er blot én mulighed for at kortlægge elektroniske forretningsprocesser i en OWL-beskrivelse.